# Italia en los Juegos Olímpicos de Grenoble 1968
Italia estuvo representada en los Juegos Olímpicos de Grenoble 1968 por un total de 47 deportistas que compitieron en 8 deportes.  
La portadora de la bandera en la ceremonia de apertura fue la esquiadora alpina Clotilde Fasolis.

## Medallistas
El equipo olímpico italiano obtuvo las siguientes medallas:
| Nombre                                                          | Deporte        | Competición  |
| --------------------------------------------------------------- | -------------- | ------------ |
| Oro                                                             |                |              |
| Eugenio Monti Luciano De Paolis                                 | Bobsleigh      | Doble M      |
| Eugenio Monti Luciano De Paolis Roberto Zandonella Mario Armano | Bobsleigh      | Cuádruple M  |
| Franco Nones                                                    | Esquí de fondo | 30 km M      |
| Erica Lechner                                                   | Luge           | Individual F |
| Plata                                                           |                |              |
| —                                                               |                |              |
| Bronce                                                          |                |              |
| —                                                               |                |              |